# Lindera robusta
Lindera robusta är en lagerväxtart som först beskrevs av C.K. Allen, och fick sitt nu gällande namn av Hung Pin Tsui. Lindera robusta ingår i släktet Lindera och familjen lagerväxter. Inga underarter finns listade i Catalogue of Life.